# Armadillo latifrons
Armadillo latifrons is een pissebed uit de familie Armadillidae. De wetenschappelijke naam van de soort is voor het eerst geldig gepubliceerd in 1904 door Gustav Budde-Lund.
Het is een terrestrische pissebedsoort die voorkomt in het zuiden van Afrika, waaronder Zuid-Afrika, Namibië en de zuidelijke helft van Botswana.